# Beautiful Colibri
Beautiful Colibri, född 19 maj 2017, är en italiensk varmblodig travhäst. Hon tränades av Philippe Allaire och kördes oftast av François Lagadeuc eller David Thomain.
Hon började tävla 2018 och inledde med fyra raka segrar. Hon sprang under sin karriär in 145 295 euro på 23 starter varav 6 segrar, 2 andraplatser och 3 tredjeplatser.
Beautiful Colibri tog karriärens största seger i Prix Vourasie (2019). Samt segrat i Prix Emile Wendling (2020) samt på andraplats i Prix de Taverny (2020), Fyraåringseliten för ston (2021) och på tredjeplats i Prix Albert Rayon (2020), Prix de Chatéau-Chinon (2020) och Prix du Vaucluse (2021).

## Statistik
| Statistik för Beautiful Colibri (Ref.) | Statistik för Beautiful Colibri (Ref.) | Statistik för Beautiful Colibri (Ref.) | Statistik för Beautiful Colibri (Ref.) | Statistik för Beautiful Colibri (Ref.) | Statistik för Beautiful Colibri (Ref.) |
| -------------------------------------- | -------------------------------------- | -------------------------------------- | -------------------------------------- | -------------------------------------- | -------------------------------------- |
| Starter                                | Placeringar                            | Startprissumma                         | Segerprocent                           | Platsprocent                           | Rekord                                 |
| 23                                     | 6-2-3                                  | 145 295 euro                           | 26 %                                   | 48 %                                   | 1.10,1ak,                              |

### Större segrar
| År   | Lopp          | Kusk          | Vinstbelopp | Grupp   |
| ---- | ------------- | ------------- | ----------- | ------- |
| 2019 | Prix Vourasie | David Thomain | 36 000 EUR  | Grupp 3 |